# Arikêna
Arikêna (Warikyana, Arikêna, Arikiená), pleme američkih Indijanaca porodice cariban naseljeno sjeverno od Amazone u brazilskoj državi Pará. Jezično su srodni s Kaxuiâna, a prema SIL-u govore isti jezik. Populacija im iznosi oko 300 (1986 SIL). Ne smiju se pobrkati s plemenom Arekêna iz Amazonasa i Roraime.